# Cmentarz wojenny nr 50 – Wysowa
Cmentarz wojenny nr 50 – Wysowa – zabytkowy cmentarz z I wojny światowej, znajdujący się w miejscowości Wysowa-Zdrój w gminie Uście Gorlickie w powiecie gorlickim. Jeden z ponad 400 zachodniogalicyjskich cmentarzy wojennych zbudowanych przez Oddział Grobów Wojennych C. i K. Komendantury Wojskowej w Krakowie. Należy do I Okręgu Cmentarnego Nowy Żmigród.

## Opis
Zaprojektowany przez Dušana Jurkoviča. Obiekt odosobniony, położony na południowo-zachodnim stoku góry Wysota na wysokości 750 m n.p.m. Obecnie w lesie, w momencie budowy teren przed cmentarzem stanowiły łąki. Do naszych czasów przetrwały wały, schodki i kamienne obwódki grobów. Brak pomnika centralnego w formie wysokiego drewnianego krzyża z wyciętą inskrypcją na ramieniu poziomym oraz nagrobków z żeliwnymi krzyżami jedno- i dwuramiennymi.

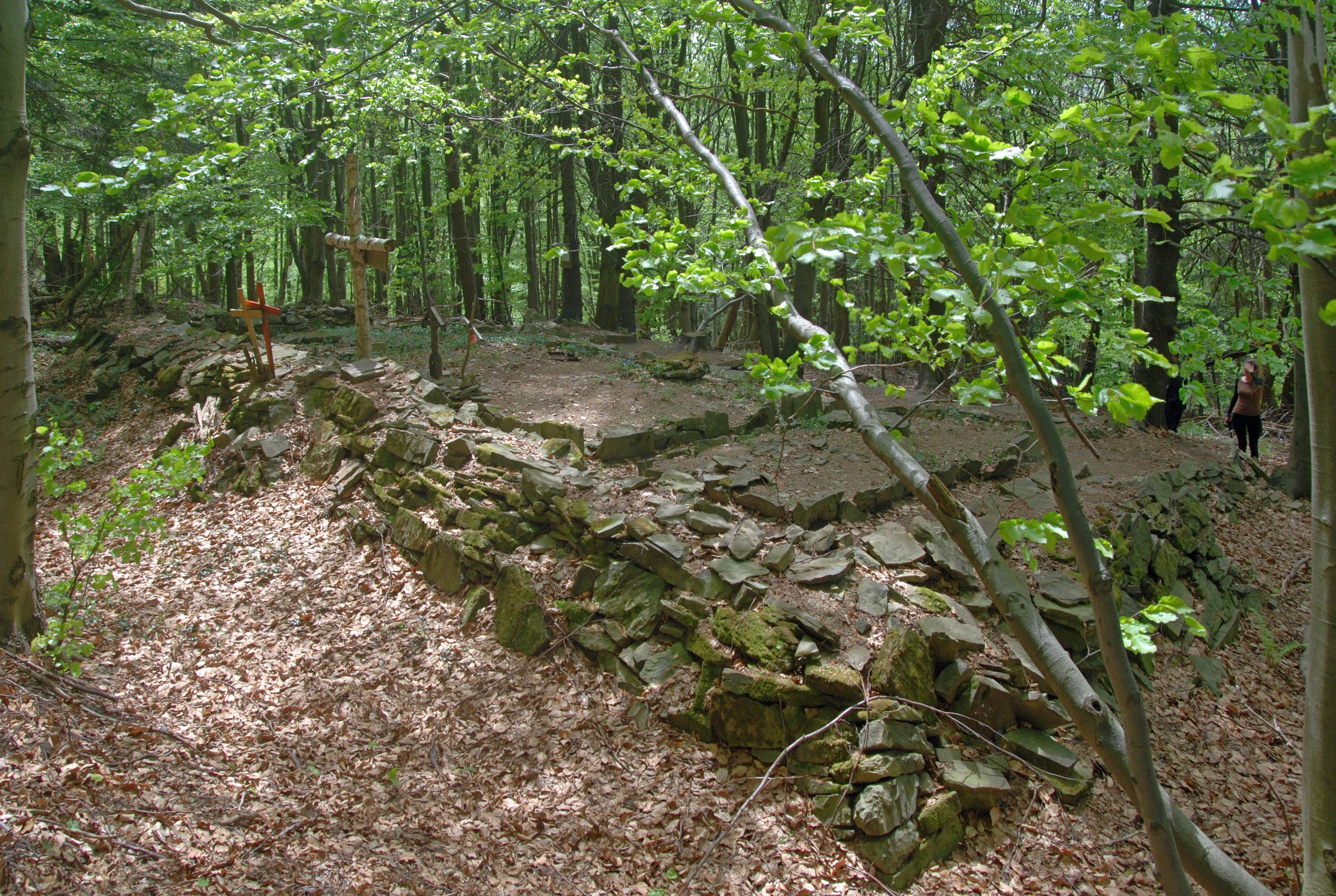
Widok ogólny
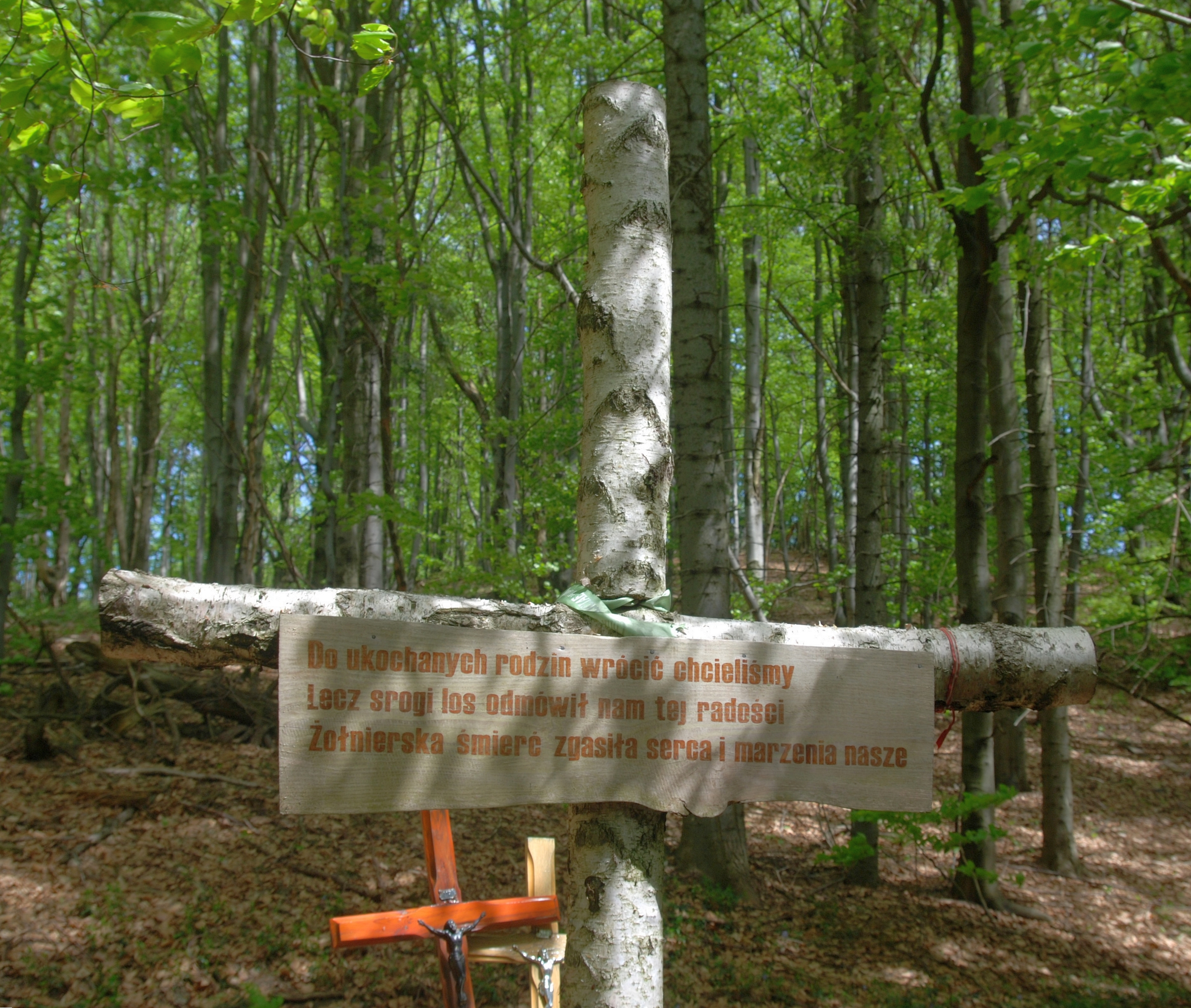
Obecny krzyż (2018)
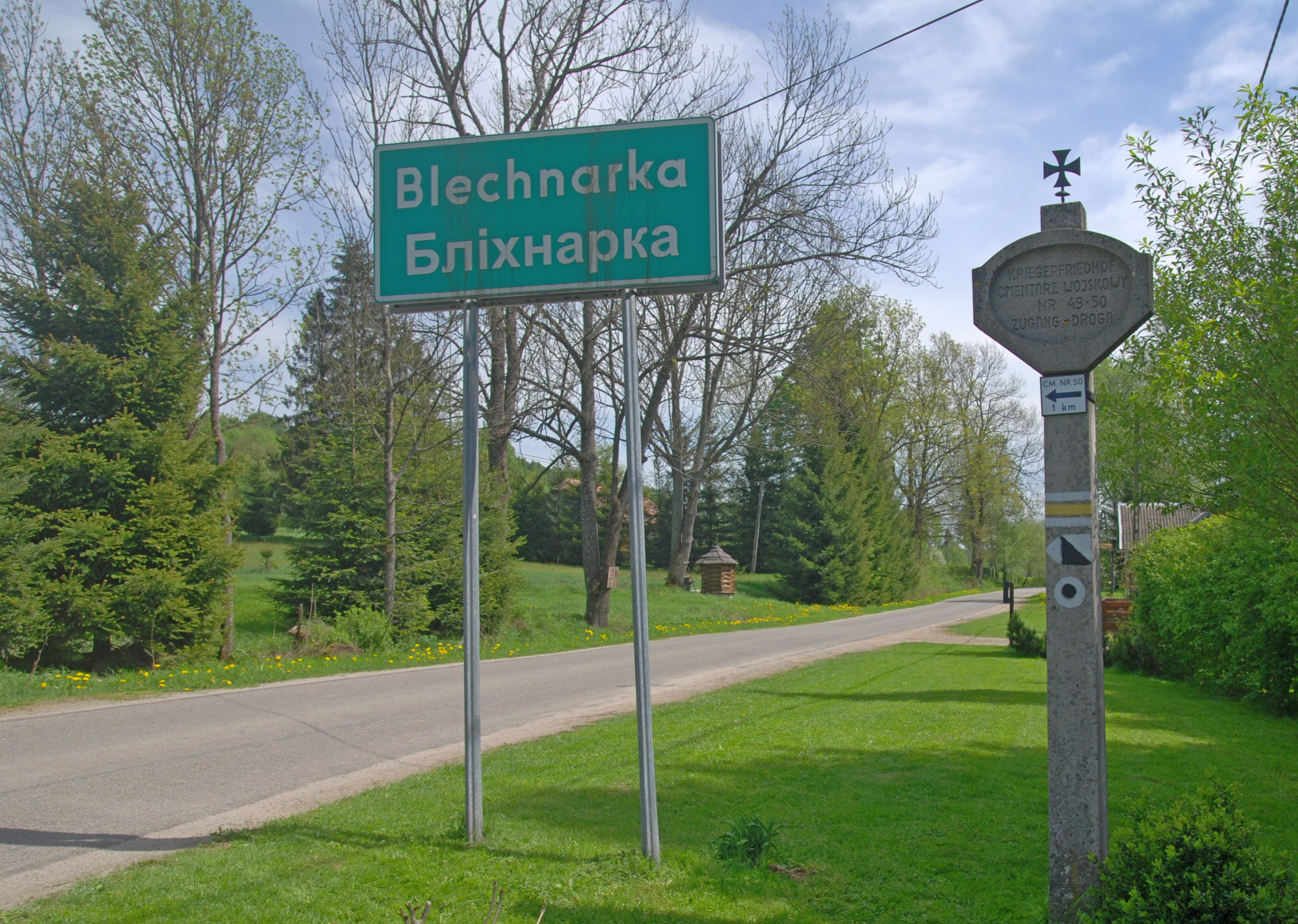
Drogowskaz i początek szlaku do cmentarza

Na cmentarzu pochowano w 4 mogiłach zbiorowych i 2 grobach pojedynczych 60 żołnierzy:
- 10 austro-węgierskich i
- 50 rosyjskich,

poległych w marcu i kwietniu 1915.